# Varenguebec
Varenguebec é uma comuna francesa na região administrativa da Normandia, no departamento Mancha. Estende-se por uma área de 21,54 km². Em 2010 a comuna tinha 328 habitantes (densidade: 15,2 hab./km²).